# Медведникова, Лидия Алексеевна
Лидия Алексеевна Медведникова (15 ноября 1930, Солигалич, Ивановская Промышленная область — 6 июля 2013, Москва) — русская советская поэтесса, писательница.

## Биография
Лидия Алексеевна Медведникова родилась в городе Солигаличе Костромской области 15 ноября 1930 года. Отец — сапожник и каталь Алексей Александрович Медведников, мать — домохозяйка Екатерина Павловна Медведникова (урождённая Логунова).
Перед войной семья переехала в поселок Белоомут Московской области, где в 1947 году Лидия окончила школу и поступила в Ленинградский университет на географический факультет. Окончила его в 1952 году по специальности геоморфолог и по распределению геологом была направлена на работу в Тюменскую экспедицию, которая искала нефть.
Стихи начала писать ещё в школе, в Ленинграде печаталась в газетах, с композиторами писала песни, они исполнялись по радио, были пластинки (сотрудничала с композиторами Леонидом Вишкарёвым, Юрием Щекотовым и другими), одна из песен на музыку Юрия Щекотова «Ночи ясны были» вошли в Золотой фонд[прояснить].
В 1956 году поступила в Литературный институт им. Горького на семинар поэзии, который вела Вероника Михайловна Тушнова.
Сначала училась заочно, продолжая работать геологом. В 1959—1960-х гг работала на строительстве Братской ГЭС в качестве геолога в группе геолого-технического контроля. Там написала свой первый рассказ «Шуга», который был напечатан в Братской газете «Огни Ангары» 6 апреля 1960 года.
Приехала в Москву весной 1960 года, перевелась на дневное отделение. Диплом защитила как прозаик сборником рассказов «Шуга» в 1962 году с оценкой «отлично».
В июле 1962 года вышла замуж за московского поэта Александра Тихомирова. Поступила работать в газету «Пионерская Правда» в качестве очеркиста. Много ездила по стране.
В 1966 году родился сын Дмитрий Тихомиров.
Первая книга — небольшой сборник рассказов «Шуга» вышла в 1970 году в издательстве «Московский рабочий» и была замечена критикой, в печати появились положительные отзывы.
В апреле 1974 года Лидию Медведникову приняли в Союз писателей СССР.
В начале 1970-х годов училась на сценарном отделении Высших курсов сценаристов и режиссёров, но не окончила курс и не получила диплома. В 2000-е годы написала несколько сценариев к документальным и игровым фильмам, снятым её сыном Дмитрием Тихомировым, а также для телефильма о своём муже, поэте Александре Тихомирове — «Непостижный подвиг жизни», снятым режиссёром Георгием Сушко.
Скончалась у себя дома в Москве 6 июля 2013 года. Похоронена рядом с матерью и мужем на Переделкинском кладбище.

## Фильмография
- «Личная правда о войне» (соавтор сценария)[5]